# Anita Björk

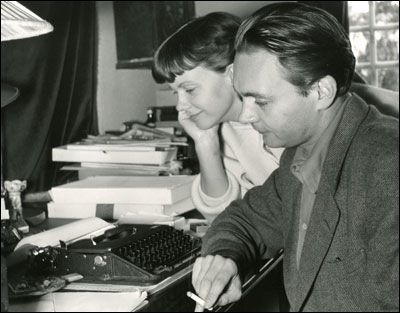
Stig Dagerman en Anita Björk

Anita Barbro Kristina Björk (Tällberg, 25 april 1923 – Stockholm, 24 oktober 2012) was een Zweedse actrice.

## Biografie
Anita Björk was een vooraanstaande actrice in Zweden, zowel in het theater als in de film, en werd wel "de nieuwe Greta Garbo" genoemd. Ze heeft meer dan honderd rollen gespeeld in het Kungliga Dramatiska Teatern ("Dramaten") in Stockholm. Ze werkte met regisseurs als Gustaf Molander, Ingmar Bergman en Bo Widerberg. Ze speelde in 1951 de titelrol in de film Fröken Julie van Alf Sjöberg (naar het gelijknamige drama van August Strindberg) die bekroond werd bij het Filmfestival van Cannes. Het werd haar bekendste film. Alfred Hitchcock verklaarde in het interviewboek van François Truffaut dat hij zo onder de indruk was, dat hij Björk in 1952 engageerde voor de vrouwelijke hoofdrol in I Confess. Toen ze in Hollywood arriveerde gaven de producenten van Warner Bros. Pictures de rol echter aan Anne Baxter.
In 1979 ontving Björk de koninklijke onderscheiding Litteris et Artibus. In 2001 kreeg ze de eretitel "Professor", die door de Zweedse regering wordt toegekend aan personen met bijzondere verdiensten voor de kunst of de wetenschap.

### Privéleven
Anita Björk was van 1945 getrouwd met de acteur en regisseur Olof Bergström tot hun scheiding in 1951. Hun zoon, de acteur Jonas Bergström, werd in 1946 geboren. In 1952 kreeg ze een dochter van de romanschrijver Stig Dagerman. Ze trouwden in 1953, maar al in 1954 stierf hij. Daarna heeft ze een relatie gehad met de auteur Graham Greene. Van 1962 tot 1970 was ze getrouwd met de kunstenaar Lasse Lindqvist en van 1972 tot diens dood in 1973 met de orthopeed Carl Hirsch.

## Filmografie
- Himlaspelet (1942)
- Räkna de lyckliga stunderna blott (1944)
- 100 dragspel och en flicka (1946)
- Kvinna utan ansikte (1947)
- Det kom en gäst (1947)
- På dessa skuldror (1948)
- Ingen väg tillbaka (1948)
- Människors rike (1949)
- Kvartetten som sprängdes (1950)
- Fröken Julie (1951)
- Han glömde henne aldrig (1952)
- Kvinnors väntan (1952)
- Die Hexe (1954)
- Night People (1954)
- Der Cornet - Die Weise von Liebe und Tod (1955)
- Hamlet (1955)
- Giftas (1955)
- Sången om den eldröda blomman (1956)
- Moln över Hellesta (1956)
- Gäst i eget hus (1957)
- Mannekäng i rött (1958)
- Körkarlen (1958)
- Damen i svart (1958)
- Goda vänner, trogna grannar (1960)
- Tärningen är kastad (1960)
- Square of Violence (1961)
- Handen på hjärtat (1962)
- Bacchusfesten (1962)
- Vita frun (1962)
- Hittebarnet (1963)
- Anna Sophie Hedvig (1963)
- Gertrud (1963)
- Misantropen (1963)
- Älskande par (1964)
- Bandet (1964)
- Utro (1966)
- Etienne (1967)
- Tofflan (1967)
- Komedi i Hägerskog (1968)
- Ådalen 31 (1969)
- Kommer hem och är snäll (1973)
- Bestigningen av Fujijama (1974)
- Karl XII (1974)
- Sjung vackert om kärlek (1976)
- Tribadernas natt (1978)
- Arven (1979)
- Forfølgelsen (1981)
- Amorosa (1986)
- Den goda viljan (1992)
- Markisinnan de Sade (1992)
- Enskilda samtal (1996)
- Larmar och gör sig till (1997)
- Sanna ögonblick (1998)
- Bildmakarna (2000)

## Televisieseries
- Bröderna (1974)
- Flickan vid stenbänken (1989)
- Den goda viljan (1991)
- Snoken (1993)